# Dongfanghong Shuiku
Dongfanghong Shuiku (kinesiska: 东方红水库) är en reservoar i Kina. Den ligger i provinsen Heilongjiang, i den nordöstra delen av landet, omkring 220 kilometer norr om provinshuvudstaden Harbin. Dongfanghong Shuiku ligger 233 meter över havet. Arean är 17,0 kvadratkilometer. Trakten runt Dongfanghong Shuiku består till största delen av jordbruksmark. Den sträcker sig 9,6 kilometer i nord-sydlig riktning, och 5,4 kilometer i öst-västlig riktning.
Genomsnittlig årsnederbörd är 1 086 millimeter. Den regnigaste månaden är juli, med i genomsnitt 344 mm nederbörd, och den torraste är januari, med 9 mm nederbörd.